# Esszám Abd el-Fattáh
Esszám Abd el-Fattáh [arabul: عصام عبد الفتاح] (Kairó, 1965. december 30. –) egyiptomi nemzetközi labdarúgó-játékvezető; katonai repülő az egyiptomi légierőnél, rendfokozata őrnagy.

## Pályafutása
2001-ben lett az I. Liga játékvezetője. Az aktív nemzeti játékvezetéstől 2010-ben vonult vissza.
2001-ben lett a Nemzetközi Labdarúgó-szövetség (FIFA) nemzetközi játékvezetői keretének tagja. Az aktív nemzetközi játékvezetéstől 2010-ben a FIFA JB 45 éves korhatárának elérésével vonult vissza.
| Időpont         | Helyszín                  | Mérkőzés típusa          | Mérkőzés             |
| --------------- | ------------------------- | ------------------------ | -------------------- |
| 2003. június 8. | V. Mohamed Stadion, Rabat | első nemzetközi mérkőzés | Marokkó–Sierra Leone |

Hollandia rendezte a 2005-ös ifjúsági labdarúgó-világbajnokságot, ahol a FIFA JB hivatalnokként mutatta be a résztvevőknek.
| Időpont          | Helyszín                          | Mérkőzés típusa              | Mérkőzés                     | Eredmény | Nézők száma |
| ---------------- | --------------------------------- | ---------------------------- | ---------------------------- | -------- | ----------- |
| 2005. június 15. | Koning Willem II Stadion, Tilburg | csoportmérkőzés (E. csoport) | Kanada–Kolumbia              | 0 : 2    | 6 500       |
| 2005. június 17. | Galgenwaard Stadion, Utrecht      | csoportmérkőzés (B. csoport) | Kína–Panama                  | 4 : 1    | 4 000       |
| 2005. június 21. | Arke Stadion, Enschede            | egyik nyolcaddöntő           | Egyesült Államok–Olaszország | 1 : 3    | 7 000       |

A 2006-os labdarúgó-világbajnokság selejtezőin a FIFA JB bíróként alkalmazta. A selejtező sorozatban az Afrikai Labdarúgó-szövetség (CAF) zónában tevékenykedett. Ali Huszejn Kandíl, Mahmoud Kamel valamint Gamál al-Gandúr után a 4. egyiptomi bíró, aki világbajnoki mérkőzés vezethetett. A világbajnokságon 1 találkozót vezetett.
| Időpont             | Helyszín                             | Mérkőzés típusa                   | Mérkőzés           | Eredmény | Nézők száma |
| ------------------- | ------------------------------------ | --------------------------------- | ------------------ | -------- | ----------- |
| 2003. október 12.   | Központi Stadion, Addisz-Abeba       | előselejtező (1. kör)             | Etiópia–Malawi     | 1 : 3    | 20 000      |
| 2004. november 17.  | Nemzeti Stadion, Nairobi             | előselejtező (5. csoport, 2. kör) | Kenya–Guinea       | 2 : 1    | 16 000      |
| 2005. március 27.   | Ahmed Zabana Stadion, Orán           | előselejtező (4. csoport, 2. kör) | Algéria–Ruanda     | 1 : 0    | 20 000      |
| 2005. június 5.     | Baba Yara Stadion, Kumasi            | előselejtező (2. csoport, 2. kör) | Ghána–Burkina Faso | 2 : 1    | 11 920      |
| 2005. június 18.    | Sani Abacha Stadion, Kano            | előselejtező (4. csoport, 2. kör) | Nigéria–Angola     | 1 : 1    | 17 000      |
| 2005. szeptember 3. | Konkola Stadion, Chililabombwe       | előselejtező (1. csoport, 2. kör) | Zambia–Szenegál    | 0 : 1    | 20 000      |
| 2005. október 8.    | November 7. Stadion, Radès           | előselejtező (5. csoport, 2. kör) | Tunézia–Marokkó    | 2 : 2    | 60 000      |
| 2006. június 12.    | Fritz Walter Stadion, Kaiserslautern | csoportmérkőzés (F. csoport)      | Ausztrália–Japán   | 3 : 1    | 46 000      |

A 2010-es labdarúgó-világbajnokság selejtezőin és a tornán is részt vett.
| Időpont             | Helyszín                             | Mérkőzés típusa                    | Mérkőzés                | Eredmény | Nézők száma |
| ------------------- | ------------------------------------ | ---------------------------------- | ----------------------- | -------- | ----------- |
| 2008. június 14.    | Városi Stadion, Kartúm               | előselejtező (10. csoport, 2. kör) | Szudán–Mali             | 3 : 2    | 15 000      |
| 2008. szeptember 7. | Seisa Ramabodu Stadion, Bloemfontein | előselejtező (5. csoport, 2. kör)  | Lesotho–Gabon           | 0 : 3    | 1 500       |
| 2008. október 12.   | Nelson Mandela Stadion, Kampala      | előselejtező (3. csoport, 2. kör)  | Uganda–Benin            | 2 : 1    | 2 913       |
| 2009. március 28.   | Ohene Djan Stadion, Accra            | előselejtező (A. csoport, 3. kör)  | Togo–Kamerun            | 1 : 0    | 26 450      |
| 2009. június 7.     | Szeptember 28. Stadion, Conakry      | előselejtező (E. csoport, 3. kör)  | Guinea–Elefántcsontpart | 1 : 2    | 14 000      |
| 2009. június 21.    | Március 26. Stadion, Bamako          | előselejtező (D. csoport, 3. kör)) | Mali–Benin              | 3 : 1    | 40 000      |
| 2009. szeptember 6. | Ohene Djan Stadion, Accra            | előselejtező (D. csoport, 3. kör)  | Ghána–Szudán            | 2 : 0    | 38 000      |
| 2009. november 14.  | Városi Stadion, Ouagadougou          | előselejtező (E. csoport, 3. kör)  | Burkina Faso–Malawi     | 1 : 0    | 20 000      |

Görögország rendezte a 2004. évi nyári olimpiai játékok labdarúgó tornáját, ahol a FIFA JB bíróként foglalkoztatta.
| Időpont             | Helyszín                        | Mérkőzés típusa              | Mérkőzés             | Eredmény | Nézők száma |
| ------------------- | ------------------------------- | ---------------------------- | -------------------- | -------- | ----------- |
| 2004. augusztus 12. | Kaftanzoglio Stadion, Szaloniki | csoportmérkőzés (B. csoport) | Paraguay–Japán       | 4 : 3    | 5 381       |
| 2004. augusztus 17. | Karaiskaki Stadion, Pireusz     | csoportmérkőzés (C. csoport) | Argentína–Ausztrália | 1 : 0    | 26 338      |

Tunézia a 24., a 2004-es afrikai nemzetek kupája, Egyiptom  a 25., a 2006-os afrikai nemzetek kupája, valamint Angola a 27., a 2010-es afrikai nemzetek kupája rendezője volt, a nemzetközi labdarúgó tornát szervező Afrikai Labdarúgó-szövetség (CAF) JB ezeken játékvezetőként foglalkoztatta.
| Időpont          | Helyszín                             | Mérkőzés típusa                                              | Mérkőzés          | Eredmény | Nézők száma |
| ---------------- | ------------------------------------ | ------------------------------------------------------------ | ----------------- | -------- | ----------- |
| 2004. január 30. | Október 15. Stadion, Banzart         | 2004-es afrikai nemzetek kupája csoportmérkőzés (B. csoport) | Szenegál – Kenya  | 3 : 0    | 13 500      |
| 2004. február 4. | Tajeb el-Miri Stadion, Szfaksz       | 2004-es afrikai nemzetek kupája csoportmérkőzés (D. csoport) | Nigéria–Benin     | 2 : 1    | 15 000      |
| 2004. február 7. | el-Menzah Stadion, Tunisz            | 2004-es afrikai nemzetek kupájaegyik negyeddöntő             | Mali–Guinea       | 2 : 1    | 1 450       |
| 2006. január 23. | Városi Stadion, Port Szaíd           | 2006-os afrikai nemzetek kupája csoportmérkőzés (D. csoport) | Nigéria–Ghána     | 1 : 0    |             |
| 2006. január 30. | Központi Stadion, Alexandria         | 2006-os afrikai nemzetek kupája csoportmérkőzés (C. csoport) | Zambia–Dél-Afrika | 1 : 0    |             |
| 2010. január 10. | Cidade Universitária Stadion, Luanda | 2010-es afrikai nemzetek kupája csoportmérkőzés (A. csoport) | Angola–Mali       | 4 : 4    | 45 000      |
| 2010. január 25. | Alto da Chela Stadion, Lubango       | 2010-es afrikai nemzetek kupája egyik negyeddöntő            | Zambia–Nigéria    | 0 : 0    | 10 000      |

1 nemzetközi kupadöntőt vezetett.
| Időpont           | Helyszín                   | Mérkőzés típusa           | Mérkőzés             | Eredmény |
| ----------------- | -------------------------- | ------------------------- | -------------------- | -------- |
| 2009. november 1. | Dan Anyiam Stadion, Owerri | CAF-bajnokok ligája döntő | Heartland–TP Mazembe | 2 : 1    |